# Den færøske gås
Den færøske gås (Føroyska gásin) er formodentlig den ældste form for tamgås i Europa og muligvis direkte efterkommer af de tamgæs, som landnamsfolk medbragte fra Skandinavien og de Britiske øer. 
Da der på Færøerne ikke er nogen rovdyr, der kan genere gåseholdet, er der udviklet en særlig “gåsekultur” på Færøerne, som ikke findes tilsvarende i nabolandene. 
Fra maj til oktober ses gåseflokkene gående frit i udmarken, hvor de ernærer sig af det saftige korte sommergræs, uden nogen form for tilskudsfodring.
I vinterhalvåret færdes gæssene i mange bygder parvis frit omkring på den dyrkede indmark. I nogle bygder er indmarken af en så god kvalitet og beskaffenhed, at gæssene tidligere heller ikke i vinterhalvåret fik noget tilskudsfoder. Dog blev der de fleste steder givet lidt foder i snevejr, samt lige før og i æglægningsperioden. De egenskaber, som den færøske gås har i dag, er resultatet af den naturlige selektion gennem århundreder, hvor kun de mest hårdføre og nøjsomme fugle har formået at få afkom. 

## Egenskaber
I Nordisk Genbank Husdyr beskrives racen således: En ikke for stor og slet ikke grov gås af bygning, men modsat må den heller ikke blive forfinet og for sirlig. Er meget hårdfør og modstandsdygtig over for vejrlig og sygdomme og tåler således et barskt klima. Den er nøjsom, meget fodersøgende og den har et godt saftigt kødsæt. Er noget temperamentsfuld vågen og vagtsom og den vil helst være afsondret i rugetiden. Videre beskrives racen fænotypisk ret detaljeret: Gase 5-5,5 kg, Gås: 4-4,5 kg, Ægvægt: 130 gram. 
Der findes ca. 20 forskellige ord på færøsk, der beskriver de mange farve- og tegningsvarieteter. Mange af fuglene er med tiden blevet opblandet, efter indkrydsning af andre indførte gåseracer. Privatpersoner på Færøerne har i en årrække prøvet at vække interesse for bevaring af den oprindelige race.
Foruden bestanden på Færøerne, findes der små bestande af færøske gæs i Danmark, Norge, på Shetlandsøerne og i Tyskland. 
De fleste af de færøske gæs slagtes i december måned ved en vægt på 4-5 kg. Efter 3-4 ugers fedning bliver ungerne slagtet. Tidligere blev de fleste, efter en let tørsaltning, vindtørret til vinterforråd, og skønt dette endnu er almindeligt, ender langt de fleste gæs i dag på julebordene.